# Numele de Horus
Numele de Horus este primul și cel mai vechi dintre cele cinci titluri purtate de faraonii egipteni. Importanța sa este una vastă, având rolul de a-l desemna pe faraon drept un avatar al zeului Horus, zeul conducerii și al puterii legitime. În scrisul hieroglific egiptean acest nume era simbolizat prin prezența unui vultur deasupra serekhului (reprezentarea grafică a numelui) unui faraon. Cel mai timpuriu exemplu al întrebuințării unui nume de Horus datează din perioada predinastică, în timpul domniei faraonului Ka.
În egiptologia modernă se întrebuințează des termenul mai neutru de "Nume de serekh". Această schimbare este datorată de existența unor serekhuri de faraoni care nu conțin vulturul lui Horus.